# Тучи с ожерёба
«Тучи с ожерёба…» — стихотворение русского поэта Сергея Есенина (1895—1925), написанное в 1917 году. Издан впервые 26 января 1918 года (газета «Вечерняя звезда»).

## Публикации
Газета «Вечерняя звезда», Петроград, 1918, 26 января.
Следующие прижизненные публикации: сборник «Голубень» 1918, 1920 годов; Есенин Сергей Александрович. Собрание стихов и поэм. Том первый, Берлин—Пб.—М., изд. З. И. Гржебина, 1922; Сергей Есенин. О России и революции, М., «Современная Россия», 1925.
Академическое издание:
Есенин С. А. «Тучи с ожерёба…» // Есенин С. А. Полное собрание сочинений: В 7 т. — М.: Наука; Голос, 1995—2002. Т. 1. Стихотворения. — 1995. — С. 106—107. Электронная публикация:	ФЭБ. Адрес ресурса: http://feb-web.ru/feb/esenin/texts/es1/es1-106-.htm

## История создания
В помете, сделанной в наборной рукописи первого тома «Собрания стихотворений», подготовленного автором в 1925 году, стоит 1916 год (Козловский 1995, С. 517). По мнению автора научного комментария А. А. Козловского, «вероятно, стихотворение написано позже — в конце 1917 г.» (там же). Датировка осложнена тем, что автограф неизвестен. Сохранились артефакты: экземпляр «Голубень» с авторским исправлением опечатки в строке 25 (собрание М. С. Лесмана — Музей А. А. Ахматовой, Санкт-Петербург); вырезка из газеты «Вечерняя звезда» с авторскими пометами, на обороте вырезки — помета неустановленной рукой: «1917» (там же).
На 1917 революционный год указывает тематика стихотворения — ожидание мессии, вести о новом Назарете и т. д. В стихотворении отразилась оценка протекавших событий Есенина и его расхождение с Н. А. Клюевым, принципиальное несогласие с ним, с А.Белым, Р. В. Ивановым-Разумником, А. М. Ремизовым и другими участниками «Скифов».